# Gioconda
La Gioconda, nota anche come Monna Lisa, è un dipinto a olio su tavola di pioppo realizzato da Leonardo da Vinci (77 × 53 cm e 13 mm di spessore), databile al 1503-1506 circa e conservato nel Museo del Louvre di Parigi col numero 779 di catalogo.
Opera iconica ed enigmatica della pittura mondiale, si tratta sicuramente del ritratto più celebre della storia nonché di una delle opere d'arte più note in assoluto.
Il sorriso quasi impercettibile del soggetto, col suo alone di mistero, ha ispirato tantissime pagine di critica, letteratura, opere di immaginazione e persino studi psicoanalitici; sfuggente, ironica e sensuale, la Monna Lisa è stata di volta in volta amata e idolatrata, ma anche irrisa e vandalizzata.
La Gioconda viene ammirata ogni giorno da circa trentamila visitatori, ovvero l'80% dei visitatori del Museo del Louvre in cui è esposta, tanto che nella grande sala in cui si trova, un cordone deve tenere a debita distanza le persone. Nella lunga storia del dipinto non sono infatti mancati i tentativi di vandalismo, nonché un furto rocambolesco, che ne hanno alimentato la popolarità.

## Storia

### L'identificazione del soggetto

#### Lisa Gherardini
La tradizione sostiene che l'opera rappresenti Lisa Gherardini, cioè "Monna" Lisa (un diminutivo di "Madonna" derivante dalla parola latina "Mea domina" che oggi avrebbe lo stesso significato di "mia signora"), moglie di Francesco del Giocondo (quindi la "Gioconda"). Leonardo dopotutto, in quel periodo del suo terzo soggiorno fiorentino, abitava una casa dell'Arte dei Mercatanti in via de' Gondi (oggi distrutte) a pochi passi da piazza della Signoria, che erano proprio di un ramo della famiglia Gherardini di Montagliari.
Questa apparentemente facile identificazione ha come fonti antiche un documento del 1525 in cui vengono elencati alcuni dipinti che si trovano tra i beni di Gian Giacomo Caprotti detto "Salaì", allievo di Leonardo che seguì il maestro in Francia, dove l'opera è menzionata per la prima volta "la Joconda"; lo stesso Vasari scrisse che "Prese Lionardo a fare per Francesco del Giocondo il ritratto di Monna Lisa sua moglie, e quattro anni penatovi lo lasciò imperfetto, la quale opera oggi è appresso il re Francesco di Francia in Fontainebleau", dilungandosi poi in una serie di lodi del dipinto, in realtà piuttosto generiche.

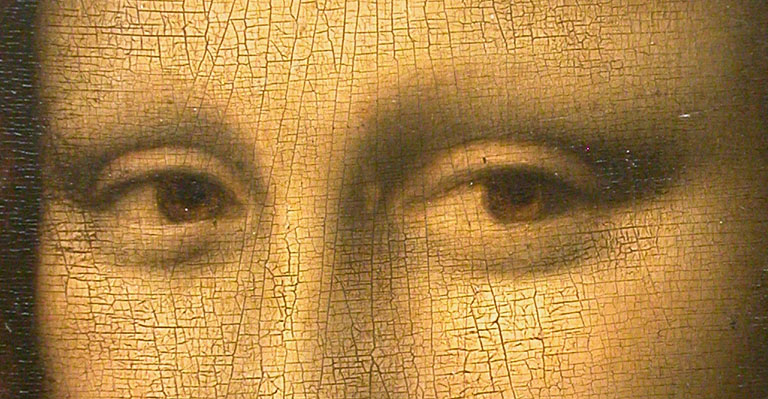
Gli occhi della Gioconda

Alcuni dubbi sono sorti a partire dalla descrizione di Giorgio Vasari, che parla della peluria delle sopracciglia magnificamente dipinta (ma la Gioconda non ne ha) e che esalta le fossette sulle guance (pure assenti). Ciò è comunque spiegabile con la particolare storia del dipinto, che seguì Leonardo fino alla sua morte in Francia e che venne ritoccato per anni e anni dall'artista. Vasari infatti potrebbe aver attinto la sua descrizione dal ricordo dell'opera com'era visibile a Firenze fino al 1508, quando il pittore lasciò la città; alcune analisi ai raggi X hanno mostrato che ci sono tre versioni della Monna Lisa, nascoste sotto quella attuale.

A sostegno delle testimonianze del Vasari, nel 2005 Veit Probst, storico e direttore della Biblioteca di Heidelberg in Germania, ha pubblicato un altro appunto del cancelliere fiorentino Agostino Vespucci, datato 1503, che conferma l'esistenza di un ritratto di Lisa del Giocondo: 
(Agostino Vespucci)

#### Isabella d’Este

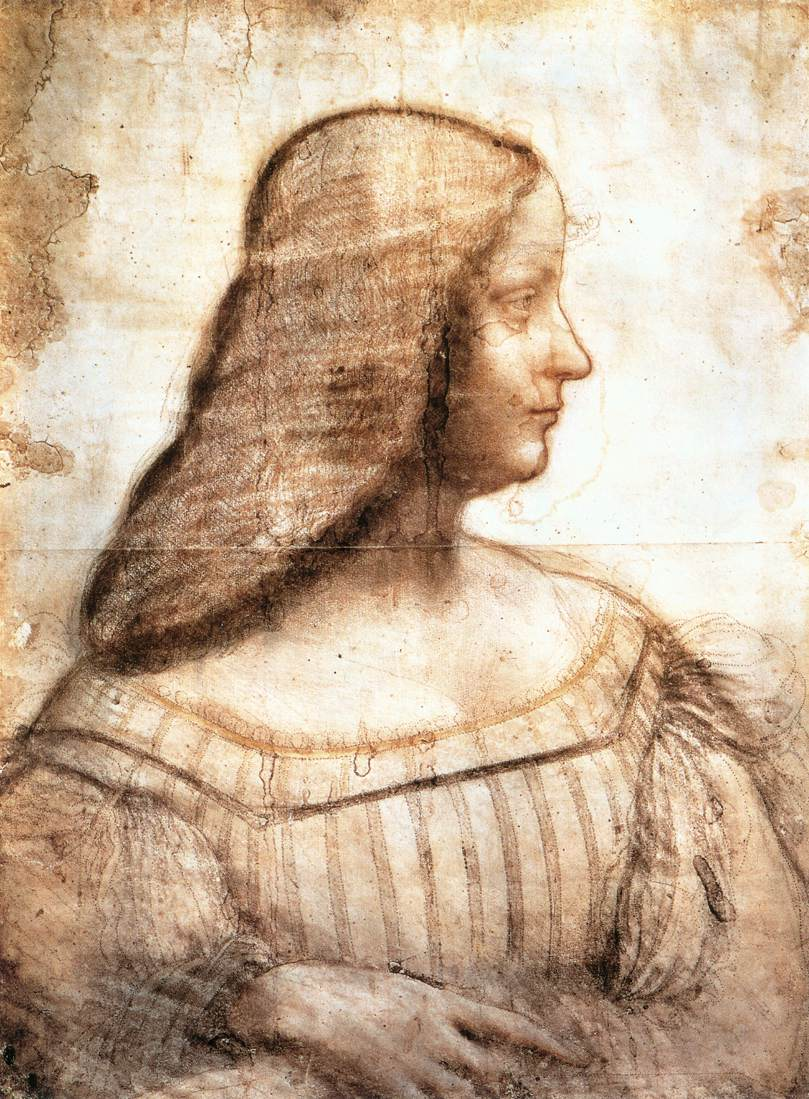
Ritratto di Isabella d'Este (Leonardo), 1499-1500

Nell'attuale catalogo ragionato di Leonardo da Vinci (2018), solo Isabella d'Este è documentata come alternativa plausibile.
Isabella d'Este (1474-1539) fu margravia di Mantova e la più famosa mecenate del suo tempo. Leonardo da Vinci era il pittore di corte della sorella Beatrice d'Este nel Ducato di Milano. Nel 1499, Leonardo fuggì alla corte di Isabella d'Este dopo l'espulsione degli Sforza (suoi datori di lavoro). Nell'arco di tre mesi, Leonardo realizzò diversi disegni di Isabella (documentati da lettere). Uno di questi ritratti, il disegno di profilo, è conservato al Louvre e presenta somiglianze visive.
Si conoscono diverse lettere degli anni 1501-1506, in cui Isabella – direttamente e tramite agenti – perseguiva da Vinci con richieste per la promessa esecuzione del ritratto a olio. La Gioconda rientrerebbe proprio in quel periodo.
Le riserve del Louvre riguardano i capelli apparentemente biondi di Isabella d'Este. Tuttavia, i ritratti di Isabella quali la miniatura di Ambras e Isabella in rosso mostrano capelli castani e somiglianze. L'unica eccezione bionda è Isabella in nero. Nonostante la distribuzione, questa identificazione è controversa (al di fuori della documentazione del museo stesso) perché la testa non mostra né l'idealizzazione attraverso la bellezza né somiglianze con i due ritratti sopra citati.

#### Altre identificazioni
Altre identificazioni storicamente proposte sono state Caterina Sforza, e la madre stessa di Leonardo, Caterina Buti del Vacca; Isabella d'Aragona, duchessa di Milano nell'anno 1489. Fu quest'ultima a consigliare a Leonardo l'aggiunta nel Cenacolo dell'aureola del quadrato magico del sole.
Si è supposto, inoltre, che la nobildonna ritratta appartenesse al casato degli Imperiali. Altri farebbero risalire l'identità a Bianca Giovanna Sforza, figlia primogenita legittimata di Ludovico il Moro, signora di Bobbio e Voghera o a Pacifica Brandani, amante del duca Giuliano de' Medici.

### La Gioconda in Francia

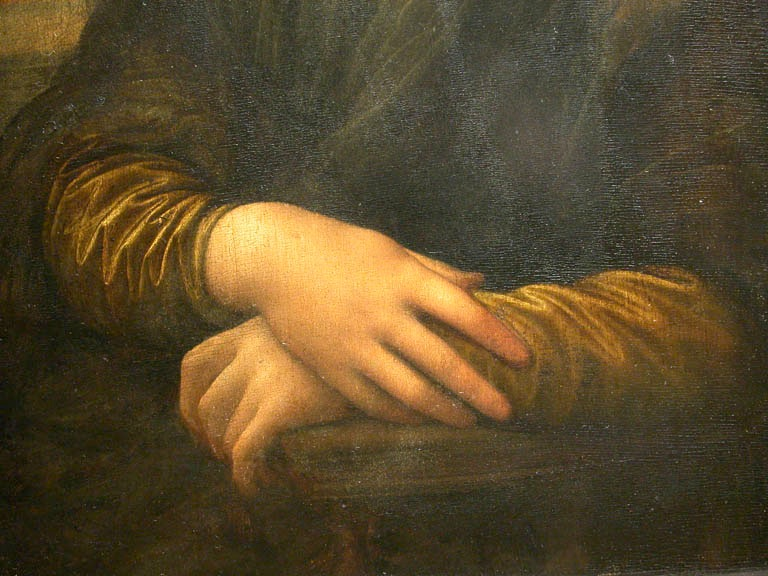
Le mani

Fu Leonardo stesso a portare con sé il dipinto in Francia nel 1516. Non sappiamo con precisione se Leonardo avesse regalato il dipinto in segno di riconoscenza al re per il soggiorno che gli aveva offerto o l'abbia semplicemente venduto, assieme ad altre opere, a Francesco I: si sa che un secolo dopo, nel 1625, un ritratto chiamato la Gioconda fu descritto da Cassiano dal Pozzo tra le opere delle collezioni reali francesi. Altri indizi fanno pensare che fin dal 1542 si trovasse tra le decorazioni della Salle du bain del castello di Fontainebleau.

Più tardi, nel 1685, Luigi XIV fece trasferire il dipinto a Versailles, ma dopo la rivoluzione francese, nel 1797, venne spostato al Louvre. Nel 1800 Napoleone Bonaparte lo fece mettere nella sua camera da letto, ma nel 1804 tornò al Louvre. Durante la guerra Franco-Prussiana fu messo al riparo in un sito nascosto.

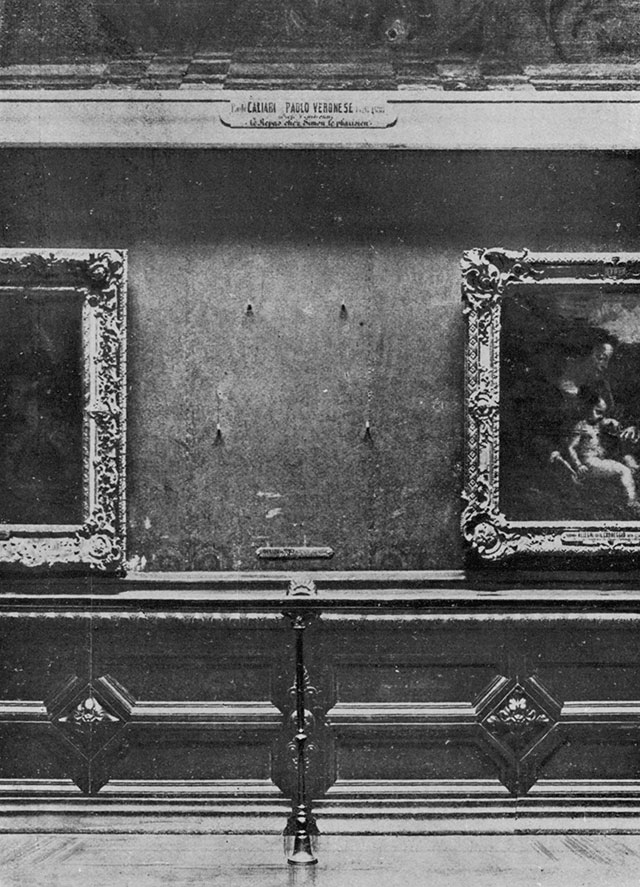
Spazio vuoto sulla parete del Louvre in seguito al furto del 1911

### Il furto
Nella notte tra domenica 20 e lunedì 21 agosto 1911, prima di un giorno di chiusura del museo, la Gioconda venne rubata. Della sottrazione si accorse il martedì 22 agosto un copista, Louis Béroud, che aveva avuto il permesso per riprodurre l'opera a porte chiuse. La notizia del furto fu ufficializzata solo il giorno dopo, anche perché all'epoca non era infrequente che le opere venissero temporaneamente rimosse per essere fotografate.

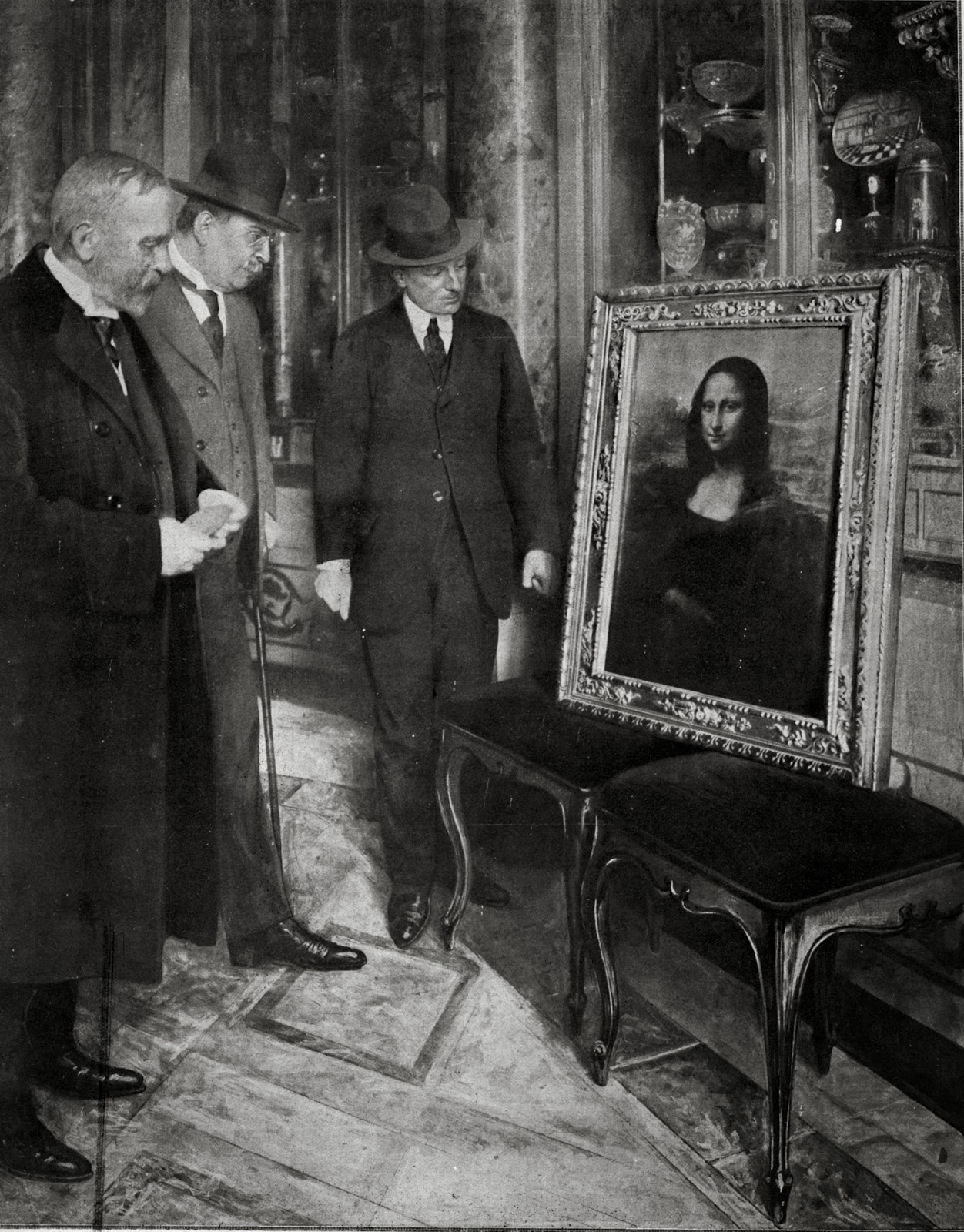
La Gioconda in mostra nella Galleria degli Uffizi di Firenze, anno 1913. Il direttore del Museo Giovanni Poggi (a destra) controlla il dipinto.

Monna Lisa in Italia a Firenze nel 1913 dopo essere stata recuperata

Era la prima volta che un dipinto veniva rubato da un museo, per di più dell'importanza del Louvre, e a lungo la polizia brancolò nel buio. Fu sospettato il poeta francese Guillaume Apollinaire che venne arrestato dopo aver dichiarato di voler distruggere i capolavori di tutti i musei per far posto all'arte nuova e condotto in prigione il 7 settembre 1911; il suo arresto si basava su una calunnia, causata da una ripicca, da parte dell'amante Honoré Géri Pieret, che era stato accusato di aver ricettato alcune statuette antiche rubate dal museo. Anche Pablo Picasso venne interrogato in merito, ma, come Apollinaire, fu in seguito rilasciato. Sospetti caddero anche sull'Impero tedesco, nemico della Francia, ipotizzando un furto di Stato. Mentre crescevano sospetti e polemiche poiché si scoprì che le uniche misure di sicurezza adottate dal museo consistevano nell'aver addestrato al judo un gruppo di guardie, si iniziò a ritenere il capolavoro perso per sempre. Franz Kafka vide una cornice vuota, e dopo un po' il posto lasciato dalla Gioconda sulla parete fu preso dal Ritratto di Baldassarre Castiglione di Raffaello.
In realtà, un ex-impiegato del Louvre, Vincenzo Peruggia, originario di Dumenza, paesino nei pressi di Luino, convinto che il dipinto appartenesse all'Italia poiché sottratto da Napoleone, lo aveva rubato, rinchiudendosi nottetempo in uno sgabuzzino e, trascorsavi la notte, staccando il dipinto di prima mattina e uscendo dal museo con il ritratto sotto il cappotto; egli stesso ne aveva montato la teca in vetro, quindi sapeva come smontarla per sottrarlo. Uscì in tutta calma; chiese anche a un idraulico un aiuto per uscire dal museo, essendo sparita la maniglia del portone d'ingresso, e all'uscita sbagliò tram, optando poi per un più comodo taxi. Messa l'opera in una valigia, posta sotto il letto di una pensione di Parigi, la custodì per ventotto mesi e successivamente la portò nel suo paese d'origine, a Luino, con l'intenzione di "regalarla all'Italia", dopo aver ottenuto da qualcuno la garanzia che il dipinto sarebbe rimasto nel suo paese; come accennato, riteneva infatti erroneamente che l'opera fosse stata rubata durante le spoliazioni napoleoniche.
Ingenuamente, nel 1913 si recò a Firenze per rivendere l'opera. Si rivolse all'antiquario fiorentino Alfredo Geri, che ricevette una lettera firmata "Leonardo" in cui era scritto che «Il quadro è nelle mie mani, appartiene all'Italia perché Leonardo è italiano» con una proposta di restituzione a fronte di un riscatto di 500 000 lire «per le spese». Incuriosito, l'11 dicembre 1913, l'antiquario fissò un appuntamento nella stanza 20 al terzo piano dell'Hotel Tripoli, in via de' Cerretani (albergo che poi cambiò il nome proprio in Hotel Gioconda), accompagnato dall'allora direttore degli Uffizi Giovanni Poggi. I due si accorsero che l'opera non era uno dei tanti falsi in circolazione, ma l'originale e se la fecero consegnare per "verificarne l'autenticità". Nell'attesa Peruggia se ne andò a spasso per la città, ma venne rintracciato e arrestato. Il ladro, processato, venne definito "mentalmente minorato" e condannato a una pena di un anno e quindici giorni di prigione, poi ridotti a sette mesi e quindici giorni. La sua difesa si basò tutta sul patriottismo e suscitò qualche simpatia (si parlò di "peruggismo"). Egli stesso dichiarò di aver passato due anni "romantici" con la Gioconda appesa sul suo tavolo di cucina.
Approfittando del clima amichevole che allora regnava nei rapporti tra Italia e Francia, il dipinto recuperato venne esposto in tutta Italia; prima agli Uffizi a Firenze, poi all'ambasciata di Francia di palazzo Farnese a Roma, alla Galleria Borghese (in occasione del Natale), e infine alla Pinacoteca di Brera a Milano, prima del suo definitivo rientro al Louvre. La Monna Lisa passò il confine a Modane, in Francia, su un vagone speciale delle ferrovie italiane, accolta in pompa magna dalle autorità francesi, per poi giungere a Parigi dove, nel Salon Carré, l'attendevano il presidente della Repubblica Raymond Poincaré e tutto il governo.

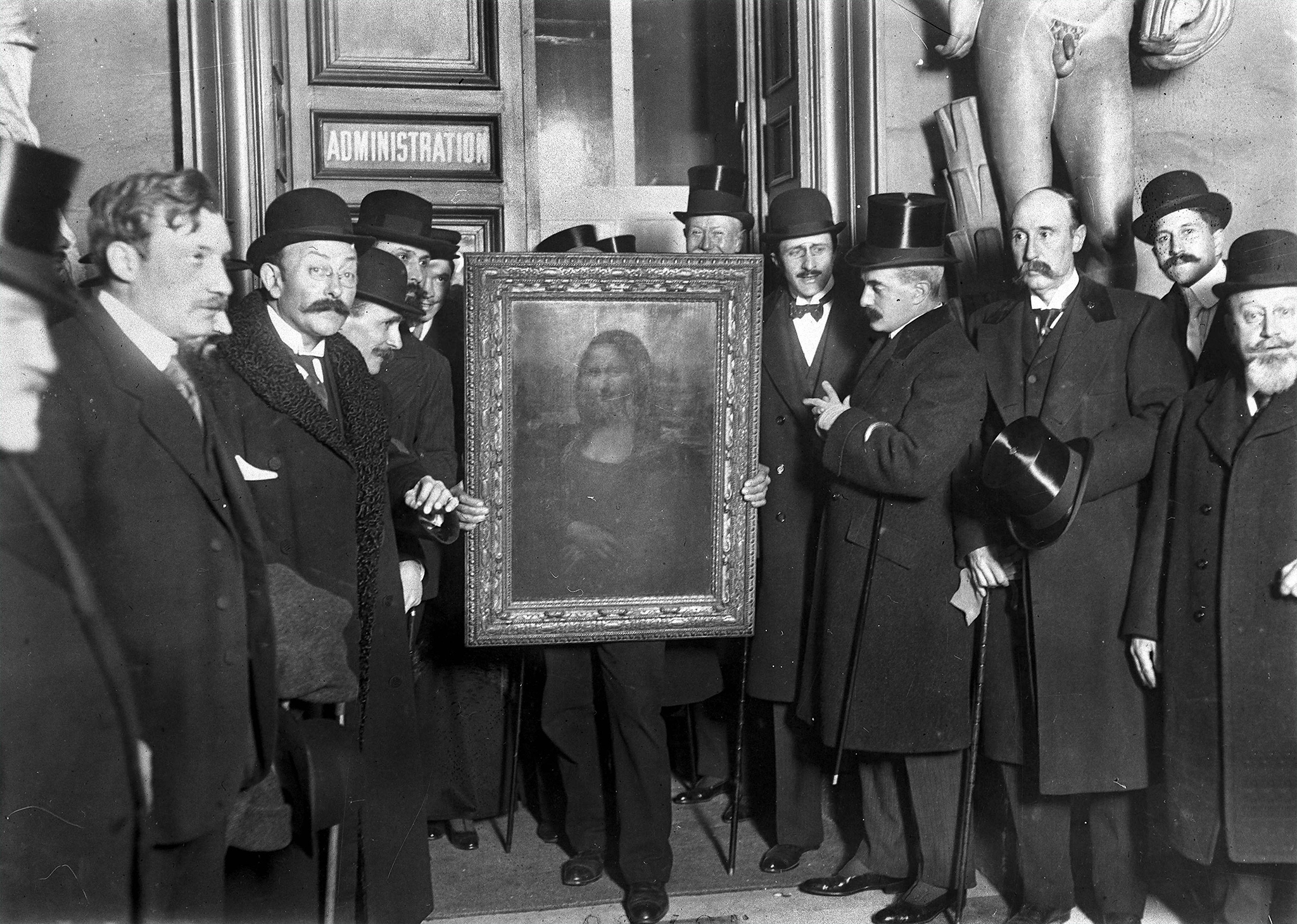
Ritorno della Gioconda al museo del Louvre il 4 gennaio 1914

Sicuramente il furto contribuì alla nascita e alimentazione del mito della Gioconda; dalla cultura più alta, per pochi eletti, la sua immagine entrò decisamente nell'immaginario collettivo.

### Vicende recenti
Durante la prima e la seconda guerra mondiale, il dipinto venne di nuovo rimosso dal Louvre e conservato in luoghi sicuri. Durante il secondo conflitto in particolare fu depositata al castello di Chambord, poi ad Amboise, a cui seguirono l'abbazia di Loc-Dieu, il Museo Ingres di Montauban e di nuovo Chambord, prima di finire sotto il letto del conservatore del Louvre nel castello di Montal e tornare a Parigi nel 1945.
Nel 1956, la parte inferiore del dipinto venne seriamente danneggiata a seguito di un attacco con dell'acido. Diversi mesi dopo qualcuno lanciò un sasso contro il dipinto; attualmente viene esposto dietro un vetro di sicurezza. Sull'episodio fornì una lettura psicoanalitica Salvador Dalí: «Molte persone se la sono presa con la Gioconda, anche lapidandola come qualche anno fa, caso tipico di flagrante aggressione contro la propria madre. [… Leonardo], inconsciamente, ha dipinto un essere che riveste tutti gli attributi materni. Ha due grandi seni e posa su chi la contempla uno sguardo totalmente materno. Però sorride in modo equivoco. […] Ora cosa succede al povero infelice che è posseduto dal complesso di Edipo […]? Egli entra in un museo. Un museo è una casa pubblica. Nel suo subcosciente, è un bordello. E in questo bordello vede il prototipo dell'immagine di tutte le madri. La presenza angosciante di sua madre che gli lancia uno sguardo dolce e gli rivolge un sorriso equivoco, lo spinge a un atto criminale. Commette un matricidio, prendendo la prima cosa che gli capita fra le mani, un ciottolo, e rovinando con esso il quadro. È una tipica aggressione da paranoico».

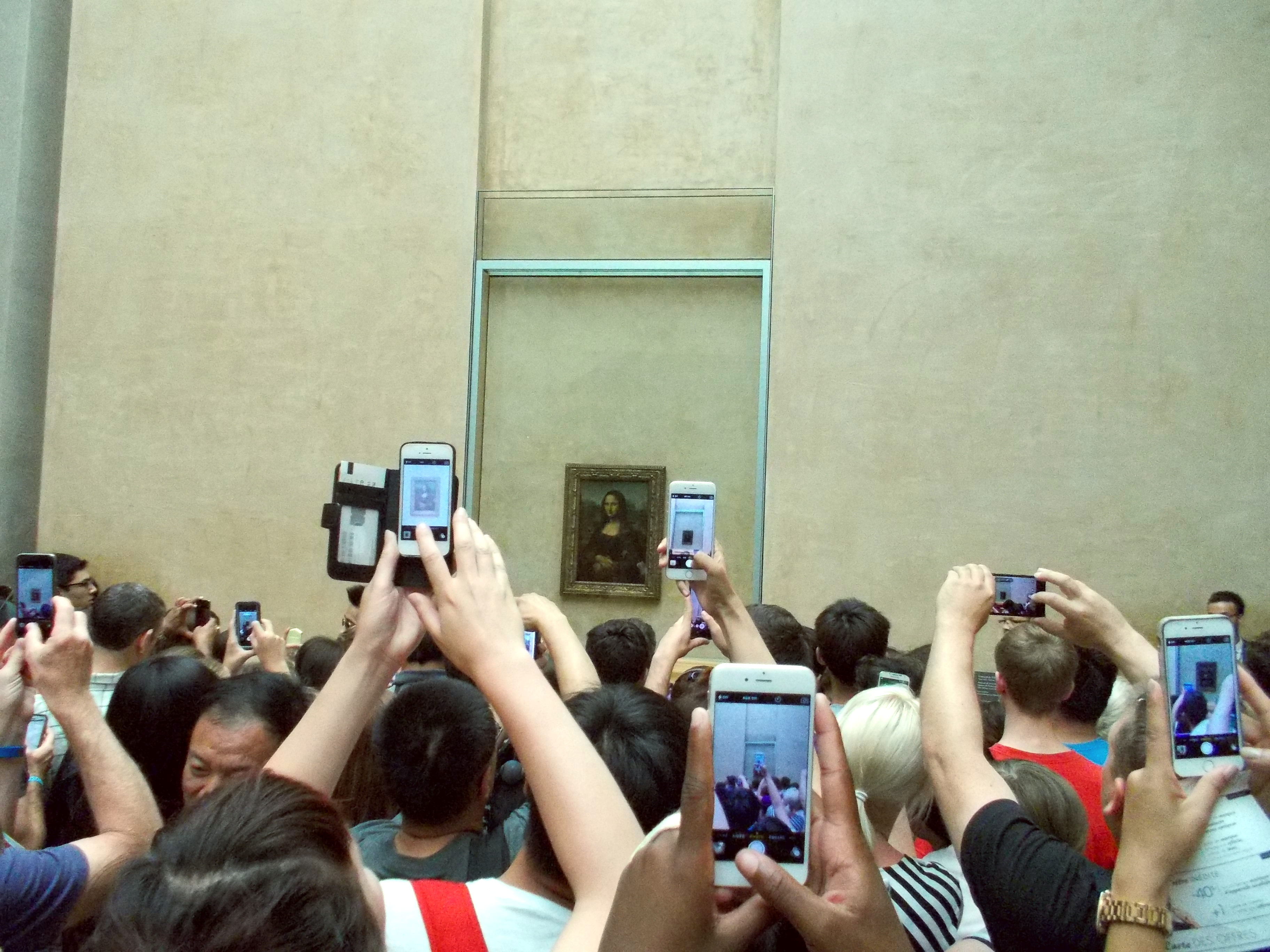
La ressa dei visitatori del Louvre di fronte al dipinto di Leonardo

Nel 1962 il quadro fu prestato agli Stati Uniti dove, accolto dal presidente John Fitzgerald Kennedy, dalla first lady Jacqueline Kennedy e dal vicepresidente Lyndon Johnson, fu esposto alla National Gallery di Washington e al Metropolitan Museum di New York, dove attrasse un milione e settecentomila visitatori; nel 1974 fece la sua ultima tournée, con tappe a Tokyo e a Mosca.
Studi del settembre 2006, effettuati dal Centro Nazionale di Ricerca e Restauro dei Musei di Francia, hanno rilevato come in un primo tempo tutto il volto della donna dovesse essere ricoperto da un sottile velo, che all'epoca era portato dalle donne in dolce attesa o che avevano appena dato alla luce un figlio; inoltre, dietro il dipinto si è potuto vedere uno schizzo inciso sul legno da Leonardo, il quale prima di dipingere il quadro ne avrebbe abbozzato la struttura. Nello schizzo la figura femminile indossa una cuffia, poi oggetto di un ripensamento.
Per evitare il deterioramento causato dai numerosi flash che colpiscono l'opera, è stata inserita una protezione in vetro di fabbricazione italiana resistente oltretutto a vari tipi di esplosivi e a qualsiasi agente corrosivo. Ciò l'ha protetta anche dal lancio di una tazza con cui una visitatrice russa cercò di colpirla nel 2009 e da un pezzo di torta nel 2022.

## Descrizione e stile
Il ritratto mostra una donna seduta a mezza figura, girata a sinistra, con il volto pressoché frontale, ruotato verso lo spettatore. Le mani sono dolcemente adagiate in primo piano, mentre sullo sfondo, oltre una sorta di parapetto, si apre un vasto paesaggio fluviale, col consueto stile leonardesco di picchi rocciosi e speroni. Indossa una pesante veste scollata, secondo la moda dell'epoca, con un ricamo lungo il petto e maniche in tessuto diverso; in testa indossa un velo trasparente che tiene fermi i lunghi capelli sciolti, ricadendo poi sulla spalla dove si trova appoggiato anche un leggero drappo a mo' di sciarpa.

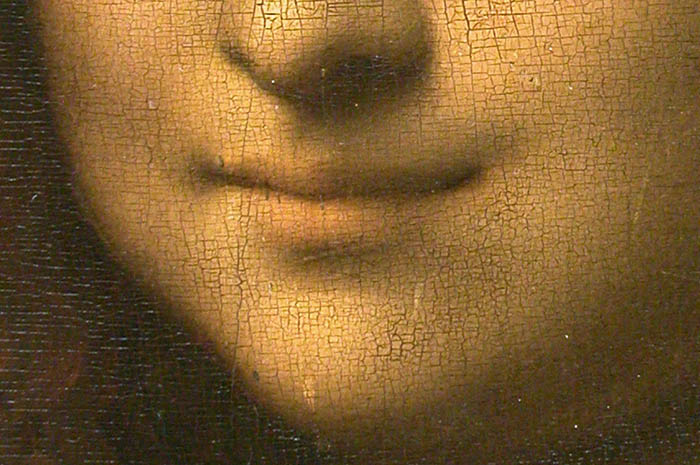
La bocca

Alla perfetta esecuzione pittorica, in cui è impossibile cogliere tracce delle pennellate grazie al morbidissimo sfumato, Leonardo aggiunse un'impeccabile resa atmosferica, che lega indissolubilmente il soggetto in primo piano allo sfondo, e una profondissima introspezione psicologica. Se l'impostazione, col paesaggio sullo sfondo, affonda le radici nella ritrattistica umanistica del Quattrocento (come il Doppio ritratto dei duchi d'Urbino di Piero della Francesca), la straordinaria naturalezza del personaggio, così diversa dalle pose ufficiali e "araldiche" dei predecessori, ne fa una pietra miliare della ritrattistica con cui si apre il Rinascimento maturo.
Come scrisse Charles de Tolnay nel 1951:
Tuttavia, l'aspetto formale – l'impaginazione nuova, la nobiltà dell'atteggiamento e la dignità del modello che ne deriva – ebbe un'azione risolutiva sul ritratto fiorentino dei due decenni successivi […] Leonardo ha creato con la Gioconda una formula nuova, più monumentale e al tempo stesso più animata, più concreta, e tuttavia più poetica di quella dei suoi predecessori. Prima di lui, nei ritratti manca il mistero; gli artisti non hanno raffigurato che forme esteriori senza l'anima o, quando hanno caratterizzato l'anima stessa, essa cercava di giungere allo spettatore mediante gesti, oggetti simbolici, scritte. Solo nella Gioconda emana un enigma: l'anima è presente ma inaccessibile.»

### Lo sfondo
Il quadro di Leonardo fu uno dei primi ritratti a rappresentare il soggetto davanti a un panorama ritenuto, dai più, immaginario. Una caratteristica interessante del panorama è che non è uniforme. La parte di sinistra è evidentemente posta più in basso rispetto a quella destra. Questo fatto ha portato alcuni critici a ritenere che sia stata aggiunta successivamente.
La Gioconda si trova in una specie di loggia panoramica, come dimostrano le basi di due colonne laterali sul parapetto; una copia seicentesca mostrerebbe la composizione originaria in cui è visibile la parte architettonica successivamente mutilata.
Considerando la grande cura di Leonardo per i dettagli, molti esperti ritengono che non si tratti di uno sfondo inventato, ma rappresenti anzi un punto molto preciso della Toscana, cioè là dove l'Arno supera le campagne di Arezzo e riceve le acque della Val di Chiana. C'è un indizio preciso sulla destra della Gioconda oltre la spalla, è un ponte basso, a più arcate, cioè un ponte antico, a schiena d'asino di stile romanico, un ponte simile al Ponte Buriano che scavalca tutt'oggi l'Arno. Leonardo conosceva questa zona, come testimonia un disegno datato tra il 1502 e il 1503 che descrive il bacino idrico della Val di Chiana (oggi alla Royal Library di Windsor), in cui si intravede anche il ponte a Buriano. Se si osserva il lato sinistro della Gioconda, si vede un corso d'acqua con meandri che s'infila in una stretta gola, che potrebbe essere la Gola di Pratantico, con i rilievi a sinistra scavati dall'erosione, che potrebbero essere i vicini calanchi. È un tipo di rilievi, verticali e frastagliati, che si ritrovano in altre opere di Leonardo, come la Madonna dei Fusi, il Cartone di sant'Anna e la Vergine delle Rocce. Con una certa approssimazione, a partire da questi elementi, c'è chi ha ricostruito al computer l'angolo di prospettiva, individuando come punto esatto dell'osservazione di Leonardo il borgo di Quarata, dove all'epoca era eretto un castello, oggi scomparso.
Una diversa teoria colloca lo sfondo presso una gola attraversata dall’Arno vicino alla città di Signa, sempre sulla base di alcuni particolari che coinciderebbero con il territorio, oltre al fatto che il maestro dovesse conoscere bene questa zona, vicina al suo paese natale.
Alcuni ritengono invece che i paesaggi di Leonardo non siano toscani, ma prealpini, dei dintorni di Lecco. Sullo sfondo si potrebbe riconoscere il Resegone con il relativo paesaggio, la formazione rocciosa dei "Campelli" ai Piani di Bobbio in alto sulla sinistra e il Ponte Vecchio di Lecco sulla destra in basso, delle paludi pontine o, come è forse più probabile, di luoghi inventati e idealizzati sulla base di ricordi e sensazioni e della composizione di elementi appartenenti ad aree diverse che l'artista aveva potuto osservare nel corso dei suoi viaggi. Altra ipotesi è quella che identifica col lago di Garlate il corpo d'acqua dello sfondo.
Altre ipotesi hanno formulato che il paesaggio vada letto attraverso uno specchio; forse venne ricavato con la camera oscura leonardiana. In questo caso potrebbe assomigliare al Lago di Iseo col profilo della Corna Trentapassi.
Secondo altri, i paesaggi sarebbero quelli dell'antico feudo di Bobbio e della Val Trebbia, allora contea imperiale milanese assegnata a Bianca Giovanna Sforza, ritenuta da alcuni identificarsi nella Gioconda leonardesca, con il Ponte Gobbo. Secondo altri ancora si tratterebbe del Montefeltro, nell'antico Ducato di Urbino, col fiume Marecchia, il Sasso Simone e Simoncello e il massiccio del Fumaiolo.

### Stato di conservazione
La Gioconda fu dipinta su una tavola di pioppo molto sottile e col tempo il pannello è andato imbarcandosi; si è inoltre aperta una fessura, ben visibile sul retro. Altri danni sono stati causati dagli attacchi vandalici (si veda la sezione storia). Per questo il dipinto è oggi conservato dietro una teca di vetro infrangibile, in un'atmosfera a temperatura e umidità controllate. Ne consegue che il prestito dell'opera ad altri musei è divenuto un evento alquanto improbabile. Nel 2011, ad esempio, ne è stato negato il prestito agli Uffizi, che volevano esporla nel 2013, in occasione del centenario del ritrovamento dopo il famigerato furto. In passato però l'opera è stata spedita negli Stati Uniti (1963) e in Giappone (1974).

## Copie
Molte sono le copie antiche e moderne presenti in musei statali e collezioni private, che sono conservate in varie nazioni.

### Copie antiche

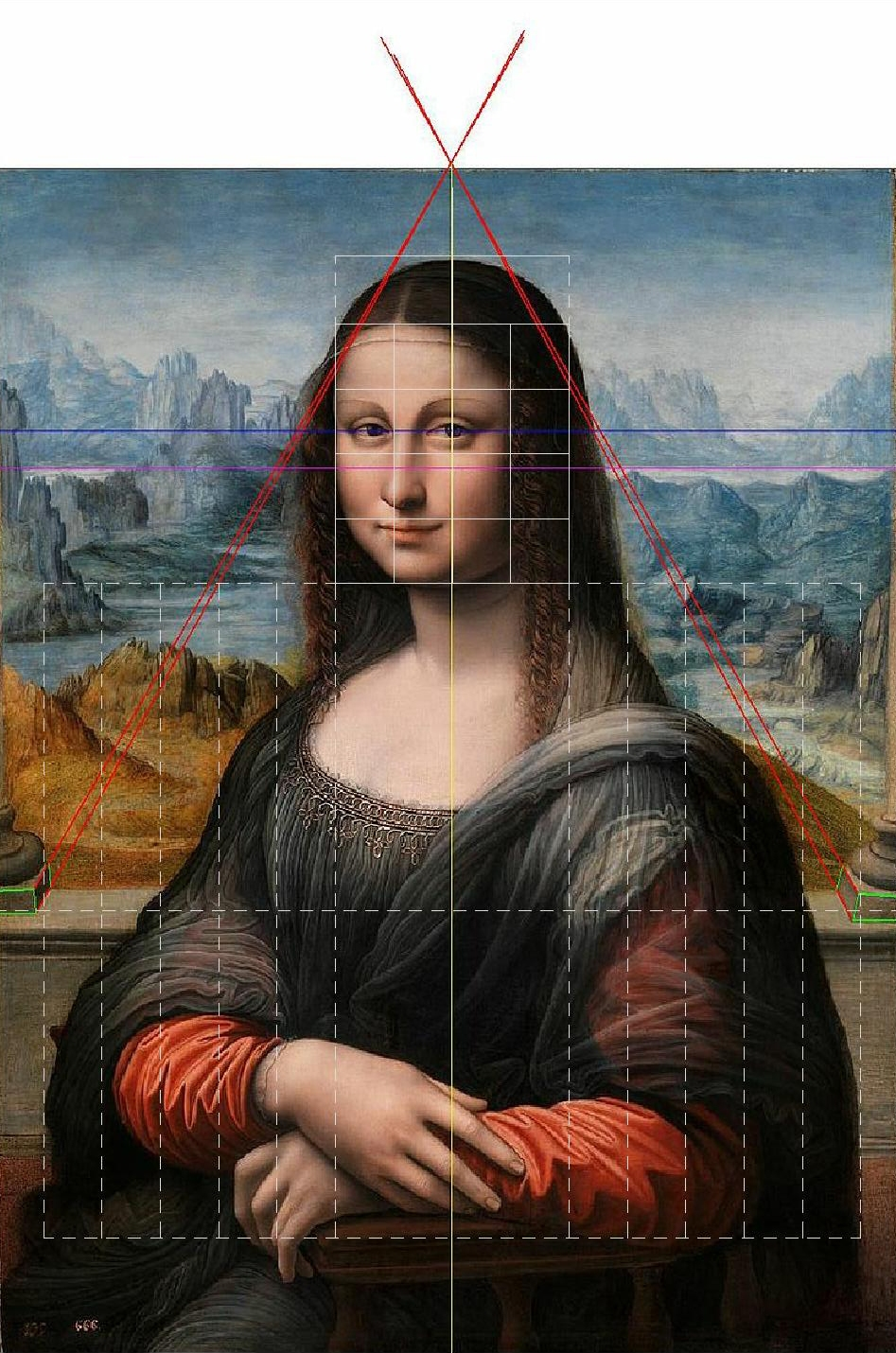
Prospettiva e proporzioni della Monna Lisa del Prado

Nel febbraio 2012, il Museo del Prado presentò una Gioconda attribuita alla bottega di Leonardo, di una mano molto vicina a quella del maestro; forse di Gian Giacomo Caprotti o Francesco Melzi o di un allievo spagnolo. La tavola mostra uno sfondo dai colori chiari, molto simile a come doveva apparire in origine anche sul dipinto del Louvre.
Esiste la cosiddetta Monna Lisa di Isleworth, nota anche come Monna Lisa anteriore o Gioconda giovane, che è custodita a Ginevra. Questo ritratto fu acquistato da un nobile del Somerset, che successivamente lo portò nel suo studio a Isleworth, da cui deriva il nome. Questa versione dell'opera differisce dall'originale per diversi aspetti: la protagonista è visibilmente più giovane, il paesaggio alle spalle è più spoglio e sono presenti due colonne. Inoltre l'opera è dipinta su tela, cosa che non si ritrova altrove nell'uso di Leonardo da Vinci. Alcuni hanno voluto vedere in questo dipinto una versione precedente della Gioconda originale, ma con nessun seguito da parte della letteratura artistica italiana.
Altro ritratto è la Gioconda di San Pietroburgo, anch'esso raffigurante una Monna Lisa più giovane e con due colonne ai lati. Questo dipinto della Gioconda giovane e quello presente in Svizzera sono anch'essi di un pittore leonardesco ma, secondo alcuni studiosi, vi è la possibilità che siano opera di Leonardo stesso.
La controversa copia Gioconda Torlonia del XVI secolo è presente nel palazzo Montecitorio di Roma dove ha sede la camera dei deputati: questo dipinto proviene dalla collezione della famiglia Torlonia e, dopo il suo restauro, alcuni studiosi ritengono che Leonardo realizzò questo ritratto come replica di quello originale custodito a Parigi. Questa replica è chiamata pure "Gioconda di Montecitorio".
La copia del Cinquecento chiamata Gioconda nuda è un disegno in esposizione nel Museo Condé di Chantilly in Francia.

### Copie moderne e citazioni
Considerata una tra le più celebri icone dell'arte tradizionale, l'immagine della Gioconda è stata spesso utilizzata dagli artisti contemporanei in funzione simbolica. Il dadaista Marcel Duchamp, ad esempio, l'ha scelta come bersaglio delle proprie provocazioni, aggiungendo baffi e pizzetto a una riproduzione fotografica del dipinto e intitolando tale opera ironicamente L.H.O.O.Q., che pronunciato in francese può suonare anche come "Elle a chaud au cul" che tradotto significa "Lei ha caldo al culo", ovvero "Lei si concede con facilità" oppure "Lei è eccitata".
Anche Andy Warhol riprodusse il dipinto in serie, come poster, mentre Banksy ne fece una versione mujaheddin, con lanciarazzi in spalla. Botero la ridipinse paffuta e Basquiat la rese un'icona graffiante, dal sorriso sinistro.
La Gioconda Africana fu realizzata da Salvatore Fiume nel 1974 ed è custodita nei Musei Vaticani.
Numerosissimi gli utilizzi e le citazioni dell'icona-simbolo nel mondo del cinema, della musica, della televisione e della pubblicità. In particolare, il cantautore Ivan Graziani si ispirò allo storico furto per la canzone Monna Lisa, del 1979, immaginando un maniaco che si chiude nel museo e inizia a deturpare l'opera, da cui trae anche il calembour "Monna Lisa... lisa".

## Nella cultura di massa

### Filmografia
- Il furto della Gioconda (1978), sceneggiato televisivo diretto da Renato Castellani
- Il codice da Vinci (2006), film diretto da Ron Howard e tratto dall'omonimo romanzo di Dan Brown

### Letteratura
- Il codice da Vinci, romanzo di Dan Brown

### Fumetti
- Asterix e la corsa d'Italia di Jean-Yves Ferri e Didier Conrad

### Musica
- Mona Lisa, Jay Livingston & Ray Evans (1949)
- Mona Lisa, di Nat King Cole (1950)
- Mona Lisa, di Elvis Presley (1950)
- Il mistero di Lisa, di Umberto Tozzi (1977)
- Monna Lisa, di Ivan Graziani (1978)
- Mona Lisa, di Lio (1982)
- Come Monna Lisa, di Mango (1990)
- Gioconda, dei Litfiba (1991)
- Mona Lisa, di Britney Spears (2009)
- The Ballad of Mona Lisa, dei Panic! at the Disco (2011)
- Mona Lisa, di Lil Wayne (2018)